# Ладигіна Ольга Борисівна
О́льга Бори́сівна Лади́гіна (23 грудня 1922, Москва — 3 січня 2008) — радянський, білоруський архітектор. Заслужений архітектор Білорусі (1969). Дочка Бориса Івановича Ладигіна.

## Біографія
Закінчила Московський архітектурний інститут у 1949 році. Працювала в інституті «Білдержпроект» (у 1969—1975 роках головний архітектор).

## Творчість
Основні роботи: у Мінську — Водно-спортивний комбінат, забудова району та проекти житлових та громадських будівель по вулиці Віри Хоружої (1964—1990), житловий будинок з гастрономом «Столичний» (1962), житлові будинки, громадські навчальні заклади на вулицях Варвашени, Козлова, Богдановича, Кульман, головний корпус Білоруського технологічного університету (1956, у співавторстві), корпус Інституту історії (1964) та реконструкція корпусу Президії НАН РБ, торгово-громадський центр на вулиці Куйбишева (1997, у співавторстві), а також водоскидні споруди ГЕС на Заславському водосховищі (1955), у Вітебську Кіровський міст (1955).